# Pasiphae-Gruppe
Die Pasiphae-Gruppe ist eine Gruppe von Monden des Planeten Jupiter, die sich auf ähnlichen Bahnen bewegen.
Die großen Halbachsen ihrer Bahnen verlaufen dabei zwischen 22,8 und 24,1 Millionen km, weisen Exzentrizitäten zwischen 0,25 and 0,43 sowie Inklinationen (Bahnneigungen) zwischen 144,5° und 158,3° auf, wobei die Monde sich retrograd, d. h. entgegen der Rotationsrichtung des Jupiter, um den Planeten bewegen.
Die dreizehn Mitglieder der Gruppe sind (mit zunehmendem Abstand von Jupiter):
- Eurydome
- S/2003 J 23
- Hegemone
- Pasiphae, der größte Mond und Namensgeber
- Sponde
- Cyllene
- Megaclite
- S/2003 J 4
- Callirrhoe
- Sinope
- Autonoe
- Aoede
- Kore

Anders als bei den anderen retrograden Gruppen von Jupitermonden, der Ananke-Gruppe und der Carme-Gruppe, sind die Bahnneigungen der Pasiphae-Gruppe relativ unterschiedlich. Vermutlich handelt es sich um eine ältere Gruppe, bei der die Bahnen der Mitglieder über sehr lange Zeiträume hinweg gravitativ gestört wurden.
Die Internationale Astronomische Union (IAU) vergibt für die retrograden Monde des Jupiter Namen mit der Endung e.